# (37588) Lynnecox
(37588) Lynnecox est un astéroïde de la ceinture principale.

## Description
(37588) Lynnecox est un astéroïde de la ceinture principale. Il fut découvert le 15 avril 1991 à l'Observatoire Palomar par Carolyn S. Shoemaker et David H. Levy. Il présente une orbite caractérisée par un demi-grand axe de 2,43 UA, une excentricité de 0,26 et une inclinaison de 22,5° par rapport à l'écliptique.

## Compléments